# 磐船神社 (交野市)

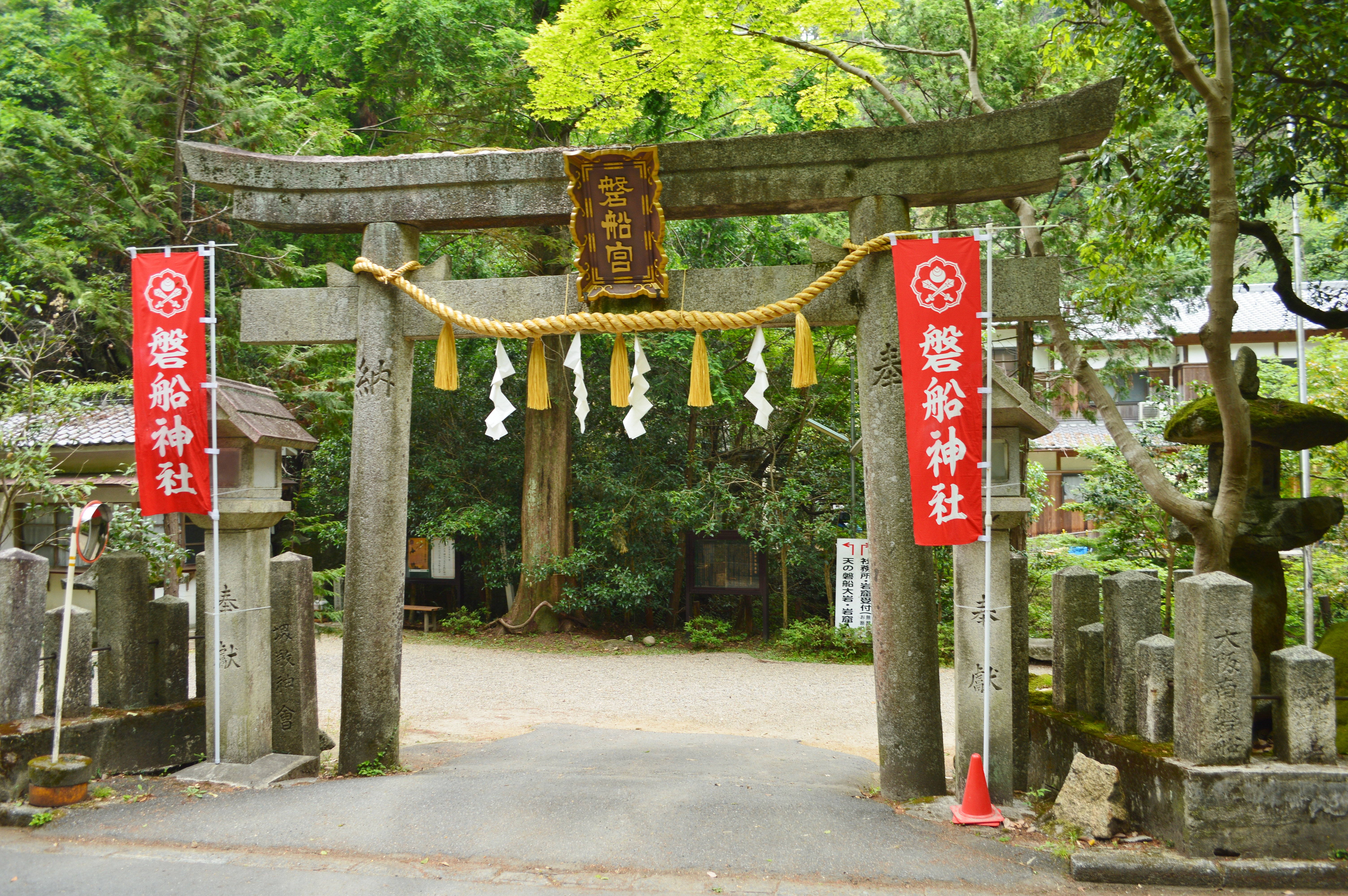
鳥居

磐船神社（いわふねじんじゃ）は、大阪府交野市にある神社。天野川の渓谷沿いにあり、「天の磐船」（あめのいわふね）と呼ばれる天野川を跨ぐように横たわる高さ約12メートル・長さ約12メートルの舟形巨岩を御神体としている。岩船神社(いわふねじんじゃ)、岩所神社(いわところじんじゃ)とも呼ばれる。

## 祭神
- 主祭神 - 饒速日命

## 歴史
当社の起源は不明であるが、天照国照彦天火明櫛玉神饒速日尊（あまてるくにてるひこあめのほあかりくしたまにぎはやひのみこと = 饒速日命）が天の磐船に乗って河内国河上の哮ヶ峯（たけるがみね）に降臨されたとの伝承が先代旧事本紀にある。交野に勢力を保っていた肩野物部氏という物部氏の傍系一族の氏神であり、この一族が深く関わっていたとされている。
しかし、物部守屋が丁未の乱で蘇我馬子に敗れて滅びると、物部氏自体の勢いも弱まり肩野物部氏は交野から一掃されて当社は衰退した。以降は当社を総社としていた私市、星田、田原、南田原の四村の人々によって護持された。
中世以降は、山岳信仰や修験道の行場とされ、北峯の宿・岩船の宿として栄えた。また、天の磐船から航海の神様である住吉三神を祀る住吉信仰が当社に入っている。これには住吉大社の神主であった津守氏が饒速日命の子孫であったのも関係しているとの説もある。現在も境内には垂迹神の住吉大神の四体が連なる本地仏の石仏や不動明王石仏を初め神仏習合の影響が色濃く残されている。
その後、度重なる天野川の氾濫により社殿、宝物などの流失が続いて衰微した。
1987年（昭和62年）には、伴林光平による二首の歌碑が伴林光平先生崇敬会により奉納され、一首は獄中で詠まれた辞世の句である「梶を無み乗りて遁れん世なられば　岩船山も甲斐なかりけり」で、もう一首は『奇国祝』と題され「神国はいわほとなりてうごかねばよせてはかえす沖の白波」とあり、同年の12月17日に当時の住吉大社宮司西木泰の揮毫によって境内の巨石の裏に建立された。
神社のすぐ横を磐船街道が通っている。 かつては国道168号線の一部であり、大阪府交野市と奈良県生駒市の県境近くに位置する神社付近では道路幅が狭く、すれ違い渋滞の名所だった。川幅も巨岩が跨ぐほど狭く、過去にはたび重なる天野川の氾濫もあり、防災上のネックとなっていた。1997年（平成9年）に道路改良工事と河川防災工事が竣工し、磐船神社に入る手前で道路と河川がバイパスされ、道路は新磐船トンネルを、河川は天野川トンネルをくぐることとなった。現在では路線バスや付近の住民などを除き大半の車がバイパスを通行している。

## 境内
- 御神体「天の磐船」 - 饒速日命がこの磐船に乗って天から降臨したという。岩窟めぐりを行うことができる（危険な所も有り、消防署からの指示により一人ではおこなうことを許可していない≒一人参拝客はおこなうことができない）。
- 拝殿
- 磐船稲荷神社
- 神光稲荷神社
- 不動明王
- 天の岩戸神社 - 伊勢神宮の方向を向いて拝むようになっている。
- 四社明神(住吉四神:大日如来・観音菩薩・勢至菩薩・地蔵菩薩)
- 社務所

## 境外
- 白龍の滝  - 神仏だけでなく山岳信仰や修験道の行場

## 祭事
- 春季例祭 5月5日

## 交通アクセス
自家用車
- 磐船街道（国道168号線旧道）沿い。 駐車スペースあり。
  - 国道1号・天野川交差点より南へ約12km
  - 国道163号・北田原大橋交差点より北へ約2km

公共交通機関
- 近鉄生駒駅から、奈良交通バス北田原行きにて終点下車、徒歩約10分

## 関連記事
- 航空神社
- 天岩戸神社
- 矢田坐久志玉比古神社